# 查尔斯·高尔顿·达尔文
查尔斯·高尔顿·达尔文KBE MC FRS （1887年12月18日—1962年12月31日），英国物理学家，第二次世界大战期间担任英国国家物理实验室 (NPL) 主任。 他是数学家乔治·达尔文的儿子和生物学家查尔斯·达尔文的孙子。

## 早期生活
达尔文出生在剑桥的纽纳姆格兰奇，英国当时正是一个处于鼎盛的科学王朝。他是数学家乔治·达尔文的儿子和生物学家查尔斯·达尔文的孙子。他的母亲是宾夕法尼亚州费城的莫德·杜皮（Maud du Puy）达尔文夫人。达尔文的姐姐是艺术家格温·拉维拉特，妹妹玛格丽特嫁给了经济学家约翰·梅纳德·凯恩斯的弟弟杰弗里·凯恩斯。他的弟弟威廉·罗伯特·达尔文是伦敦的一名股票经纪人。达尔文在马尔伯勒学院（1901-1906）接受教育，然后在剑桥大学三一学院学习数学，并于1910年获得硕士学位。

## 科研生涯
达尔文在曼彻斯特维多利亚大学获得了研究员职位，于欧内斯特·卢瑟福和尼尔斯·玻尔手下研究卢瑟福的原子理论。 1912年，他的兴趣发展到利用他的数学技能协助亨利·莫塞莱进行X射线衍射。1914年，他发表的两篇关于完美晶体X射线衍射动力学理论的论文创造了反射率的达尔文曲线，获得同行认可。在1922年的另一篇论文中，他介绍了镶嵌水晶模型。
第一次世界大战爆发时，他被任命为审查员并被派往法国。一年后，威廉·劳伦斯·布拉格将他调到皇家工兵队，参与通过声测距定位敌方火炮的工作。当这项研究站稳脚跟时，他被调到英国皇家空军研究飞机噪音。从1919年到1922年，他是剑桥大学基督学院的讲师和研究员，在那里他与拉爾夫·福勒一起研究统计力学以及后来被称为达尔文-福勒方法的研究。再前往加州理工學院工作了一年后，达尔文于1924年成为了爱丁堡大学首任泰特自然哲学教授，研究量子光学和磁光效應。1928年，他成为了第一个根据保罗·狄拉克的电子相对论理论计算出氢原子的精细结构的人。
1936年，达尔文联系上了物理学家马克斯·玻恩，希望他能考虑代替他成为泰特自然哲学教授的继任者。玻恩欣然接受了这一提议。随后，他辞去了在爱丁堡的职务，成为基督学院的院长，开始了他作为一名积极而能干的行政人员的职业生涯。他并1938年成为了英国国家物理实验室的主任，负责研究战争的临近，并于战后期间一直担任这个角色。但在战争年代的大部分时间里他都在曼哈顿计划上为协调美国、英国和加拿大的工作努力。
达尔文晚年四处游历，致力于推广国际合作，传播科学思想。他于1962年除夕在剑桥的纽纳姆农庄（他出生的房子）去世；于1963年1月4日在剑桥火葬场火化。